# Montsérié
Montsérié est une commune française située dans l'est du département des Hautes-Pyrénées, en région Occitanie. Sa région historique est la Gascogne. Ses habitants sont appelés les Montsériérais. Sur le plan historique et culturel, la commune est dans le pays de Comminges, correspondant à l’ancien comté de Comminges, circonscription de la province de Gascogne située sur les départements actuels du Gers, de la Haute-Garonne, des Hautes-Pyrénées et de l'Ariège.
Exposée à un climat de montagne, elle est drainée par  et par deux autres cours d'eau. La commune possède un patrimoine naturel remarquable composé de trois zones naturelles d'intérêt écologique, faunistique et floristique.
Montsérié est une commune rurale qui compte 73 habitants en 2022, après avoir connu un pic de population de 336 habitants en 1856. Elle fait partie de l'aire d'attraction de Lannemezan. .
Sa géographie est celle d'un village du piémont pyrénéen caractérisé par un climat montagnard soumis aux influences océanique et continentale.
Sa sociologie paysanne a été fortement marquée par les traditions pyrénéennes et les modes de vie qui reposent essentiellement, jusqu'au milieu du XXe siècle, sur une polyculture de subsistance. La monographie villageoise, rédigée par l'instituteur J. Pène en 1887, décrit assez précisément la commune de Montsérié à la fin du XIXe siècle.
Aujourd'hui, Montsérié subit les transformations profondes du monde rural au sein d'une nouvelle réorganisation territoriale.

## Géographie

### Localisation
Commune du piémont pyrénéen, Montsérié est située dans l'est du département des Hautes-Pyrénées (65), dans la basse vallée de la Neste. Elle se trouve à une cinquantaine de kilomètres de Lourdes, à proximité et à équidistance des deux villes voisines que sont Lannemezan dans le même département et Montréjeau dans la Haute-Garonne. Elle est aux frontières particulièrement imbriquées de trois pays historiques géographiquement éclatés : Comminges, Quatre-Vallées et Rivière-Verdun. Le périmètre exact de la commune est précisé dans le procès-verbal de délimitation daté de 1828.

#### Communes limitrophes

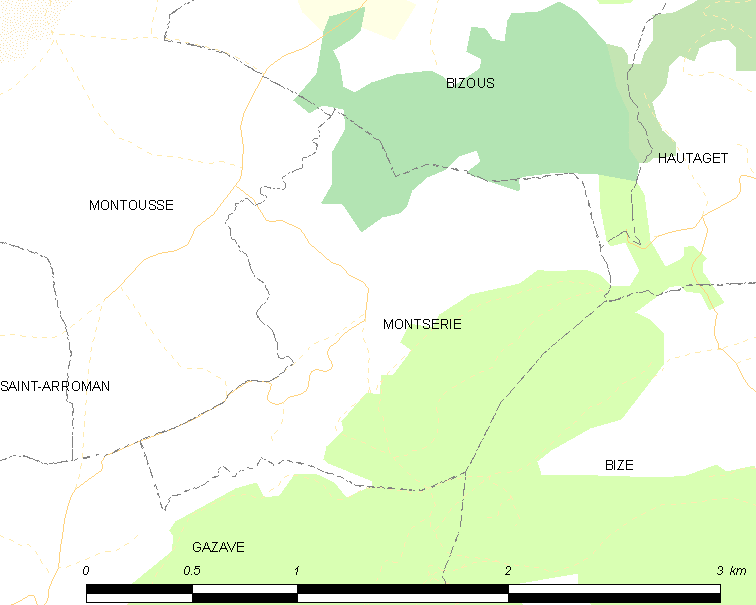
Carte de la commune de Montsérié et des proches communes.

|           | Bizous    |          |
| Montoussé | Montsérié | Hautaget |
|           | Gazave    | Bize     |

### Géologie et relief
Montsérié s'est construit au pied des contreforts de la chaîne pyrénéenne qui s'abaissent vers la vallée de la Garonne. Il est situé sur les dernières assises qui montent vers le plateau de Lannemezan, sur un dépôt post-albien au contact des dépôts quaternaires de ce plateau. Le village est en bordure de la dépression karstique appelée de Bize, sur un des lambeaux de la terrasse alluviale appelée de La Barthe-de-Neste ou de Montréjeau. Le sol est constitué de terres silico-argilo-calcaires.

### Hydrographie

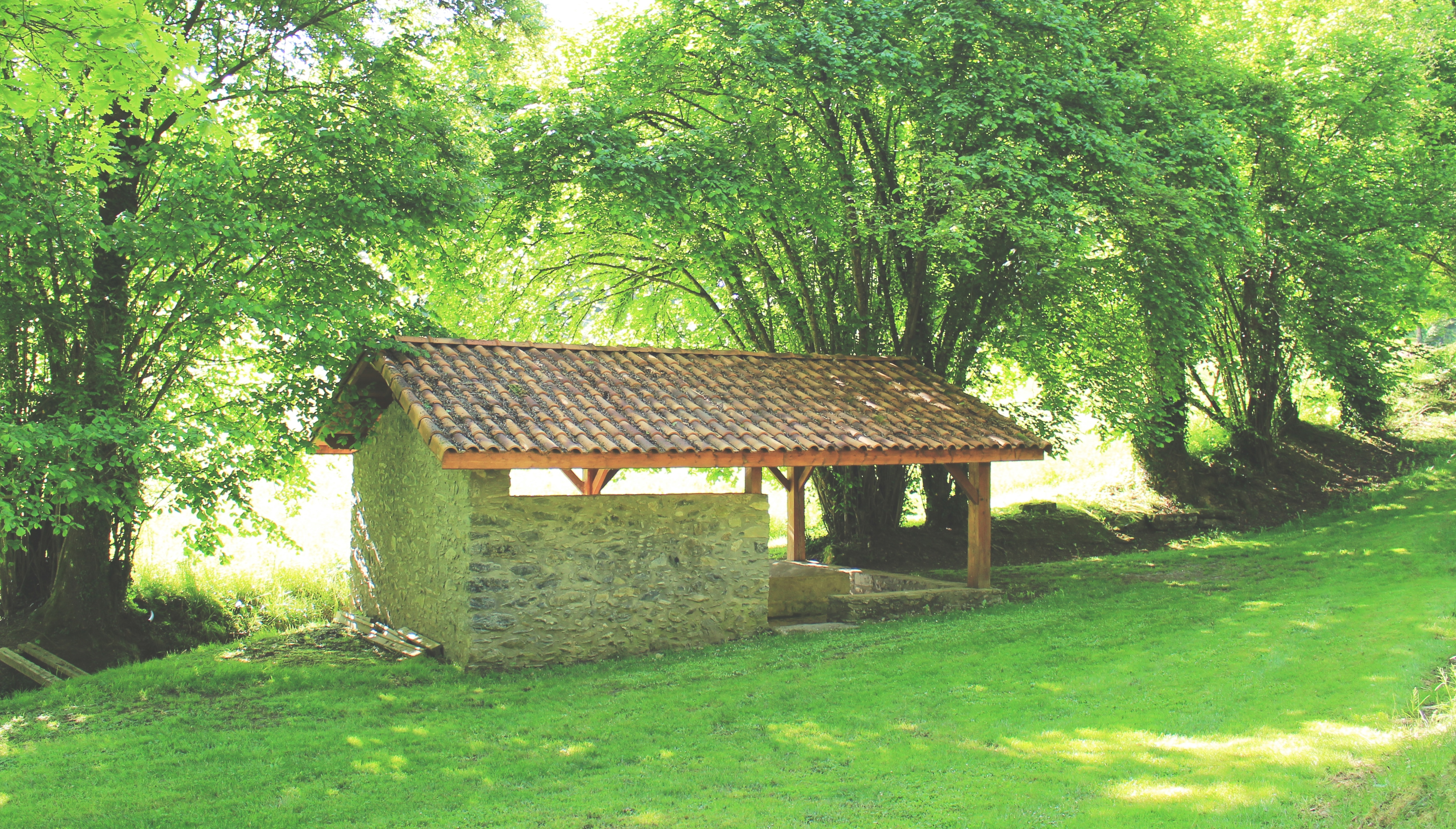
Le lavoir.

La commune est dans le bassin versant de la Garonne, au sein du bassin hydrographique Adour-Garonne. Elle est drainée par des petits cours d'eau, dont le ruisseau la Coume Sourde, affluent de rive droite de la Neste, constituant un réseau hydrographique de 2 km de longueur totale,.

### Climat
Au sein de la région climatique appelée Moyenne Montagne nord, le climat de Montsérié est tempéré, de type océanique, en raison de l'influence proche de l'océan Atlantique situé à peu près 150 km à l'ouest. C'est essentiellement un climat de moyenne montagne. La proximité des Pyrénées fait que la commune profite d'un effet de foehn ou bien du vent d'autan qui balaye modérément le piémont pyrénéen. Il peut aussi y neiger en hiver, même si cela reste inhabituel. Les étés connaissent parfois des températures élevées avec de forts orages. L'arrière-saison (octobre - novembre) est souvent très belle.

### Risques naturels et technologiques
Les principaux risques recensés sur la commune sont les suivants : inondations, crues, séismes, ruptures de barrage. Le plan communal de sauvegarde (PCS) précise les conduites à tenir par les villageois dans le cas de catastrophes naturelles ou autres. L'information des acquéreurs et des locataires (IAL) sur le territoire communal fait l'objet d'un document administratif appelé Etat des servitudes "risques" et d'information sur les sols.

### Voies de communication et transports
Les routes départementales D 526 et D 526A traversent le village.

### Milieux naturels et biodiversité
L’inventaire des zones naturelles d'intérêt écologique, faunistique et floristique (ZNIEFF) a pour objectif de réaliser une couverture des zones les plus intéressantes sur le plan écologique, essentiellement dans la perspective d’améliorer la connaissance du patrimoine naturel national et de fournir aux différents décideurs un outil d’aide à la prise en compte de l’environnement dans l’aménagement du territoire.
Une ZNIEFF de type 1 est recensée sur la commune :
le « réseau hydrographique du  Nistos » (79 ha), couvrant 14 communes du département et deux ZNIEFF de type 2, : 
- les « Garonne amont, Pique et Neste » (1 788 ha), couvrant 112 communes dont 42 dans la Haute-Garonne et 70 dans les Hautes-Pyrénées[12] ;
- le « piémont calcaire, forestier et montagnard du Nistos en rive droite de la Neste » (15 195 ha), couvrant 26 communes dont une dans la Haute-Garonne et 25 dans les Hautes-Pyrénées[13].

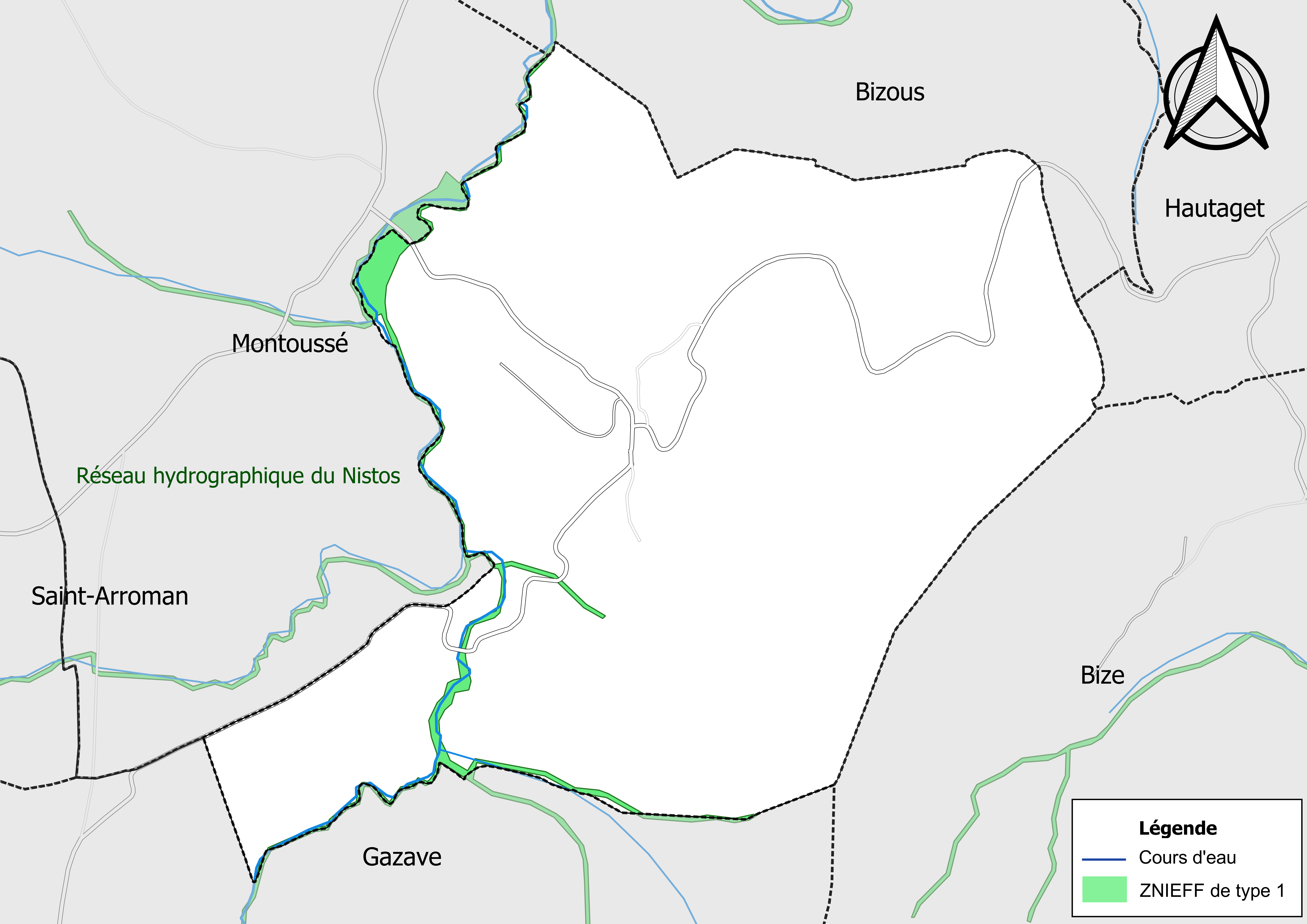
Carte de la ZNIEFF de type 1 sur la commune.
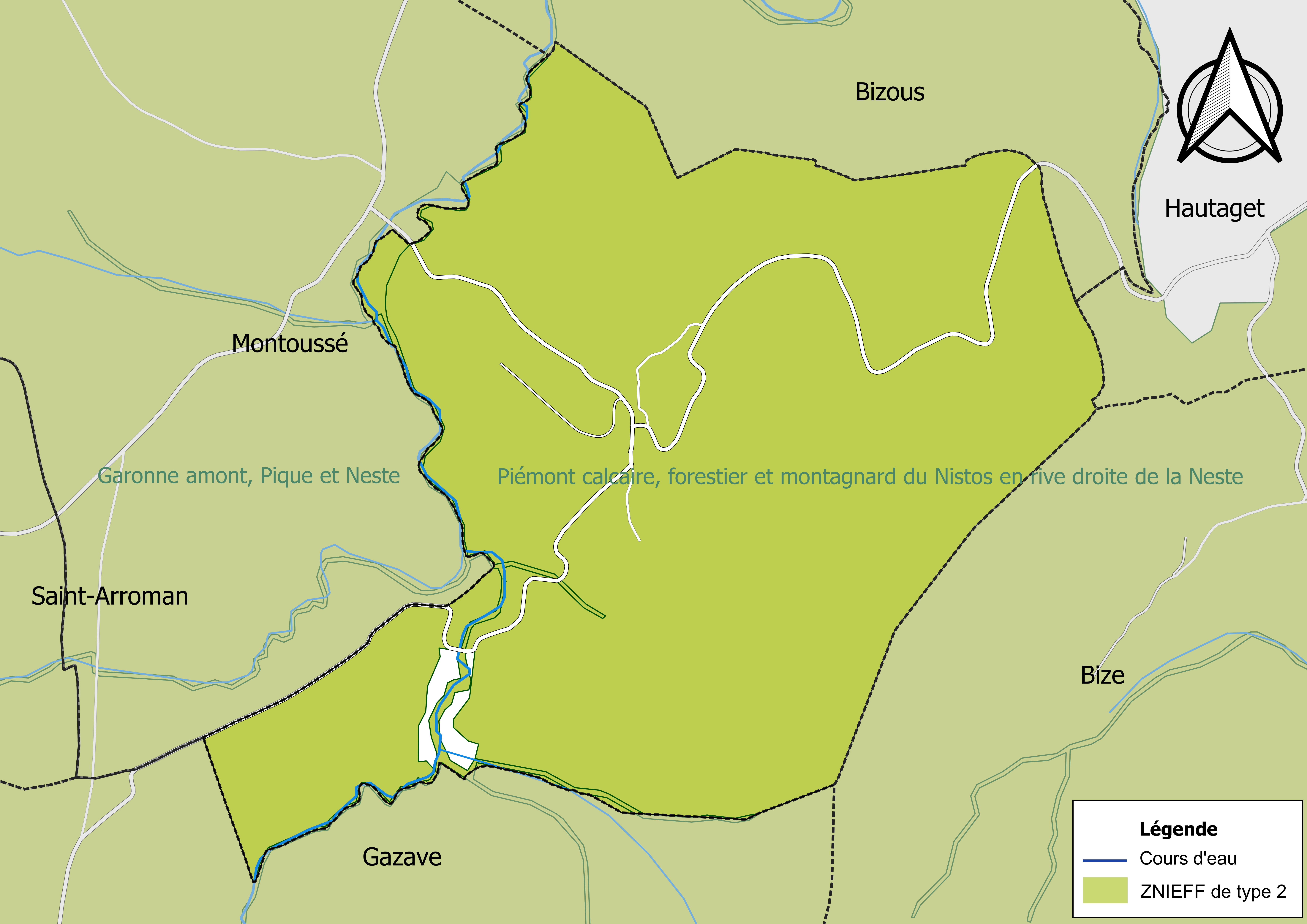
Carte des ZNIEFF de type 2 sur la commune.

## Urbanisme

### Typologie
Au 1er janvier 2024, Montsérié est catégorisée commune rurale à habitat très dispersé, selon la nouvelle grille communale de densité à sept niveaux définie par l'Insee en 2022.
Elle est située hors unité urbaine. Par ailleurs la commune fait partie de l'aire d'attraction de Lannemezan, dont elle est une commune de la couronne,. Cette aire, qui regroupe 65 communes, est catégorisée dans les aires de moins de 50 000 habitants,.

### Occupation des sols
L'occupation des sols de la commune, telle qu'elle ressort de la base de données européenne d’occupation biophysique des sols Corine Land Cover (CLC), est marquée par l'importance des territoires agricoles (60,7 % en 2018), une proportion identique à celle de 1990 (60,7 %). La répartition détaillée en 2018 est la suivante : 
prairies (44,9 %), forêts (39,3 %), zones agricoles hétérogènes (15,8 %).
L'IGN met par ailleurs à disposition un outil en ligne permettant de comparer l’évolution dans le temps de l’occupation des sols de la commune (ou de territoires à des échelles différentes). Plusieurs époques sont accessibles sous forme de cartes ou photos aériennes : la carte de Cassini (XVIIIe siècle), la carte d'état-major (1820-1866) et la période actuelle (1950 à aujourd'hui).

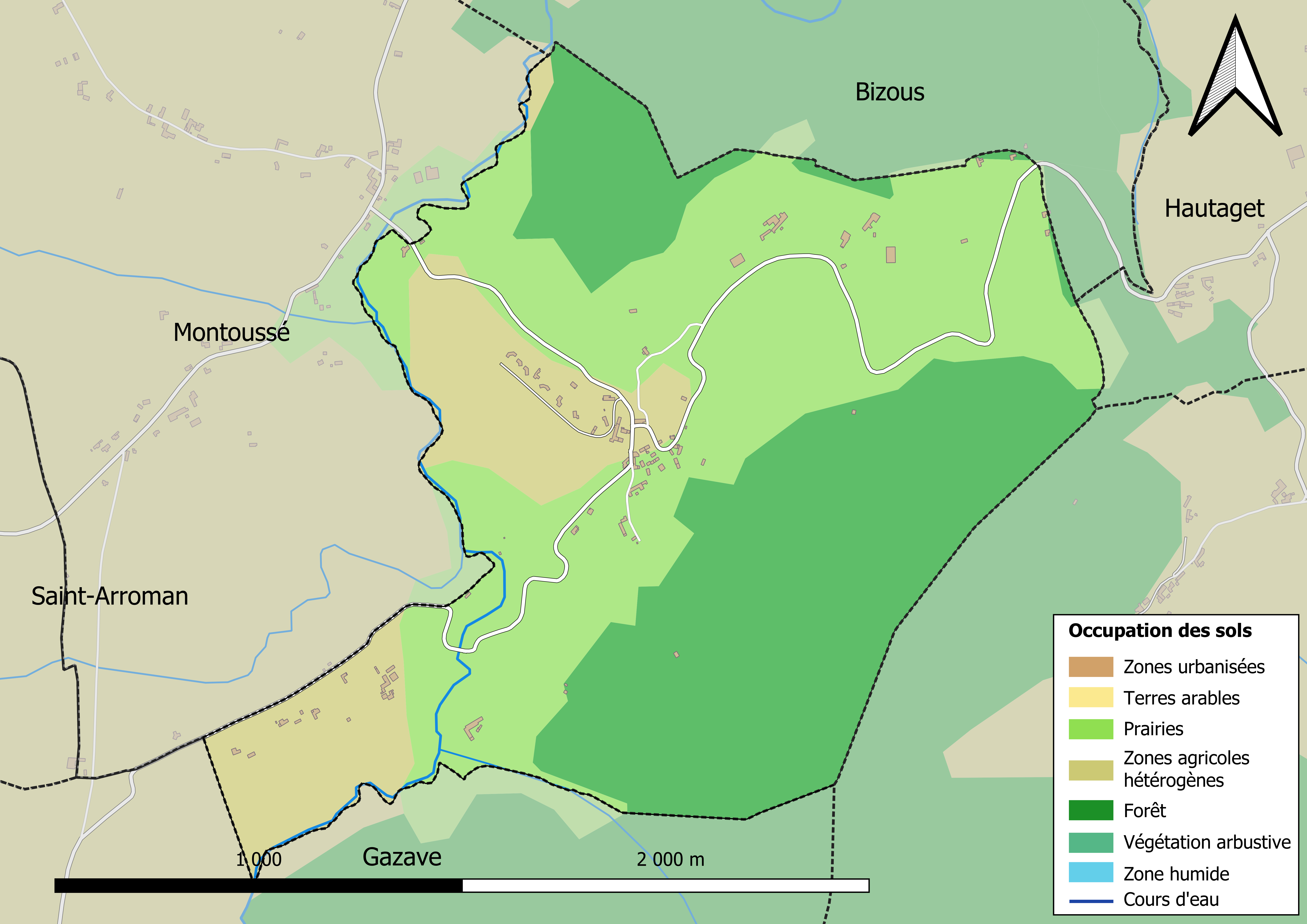
Carte des infrastructures et de l'occupation des sols en 2018 (CLC) de la commune.
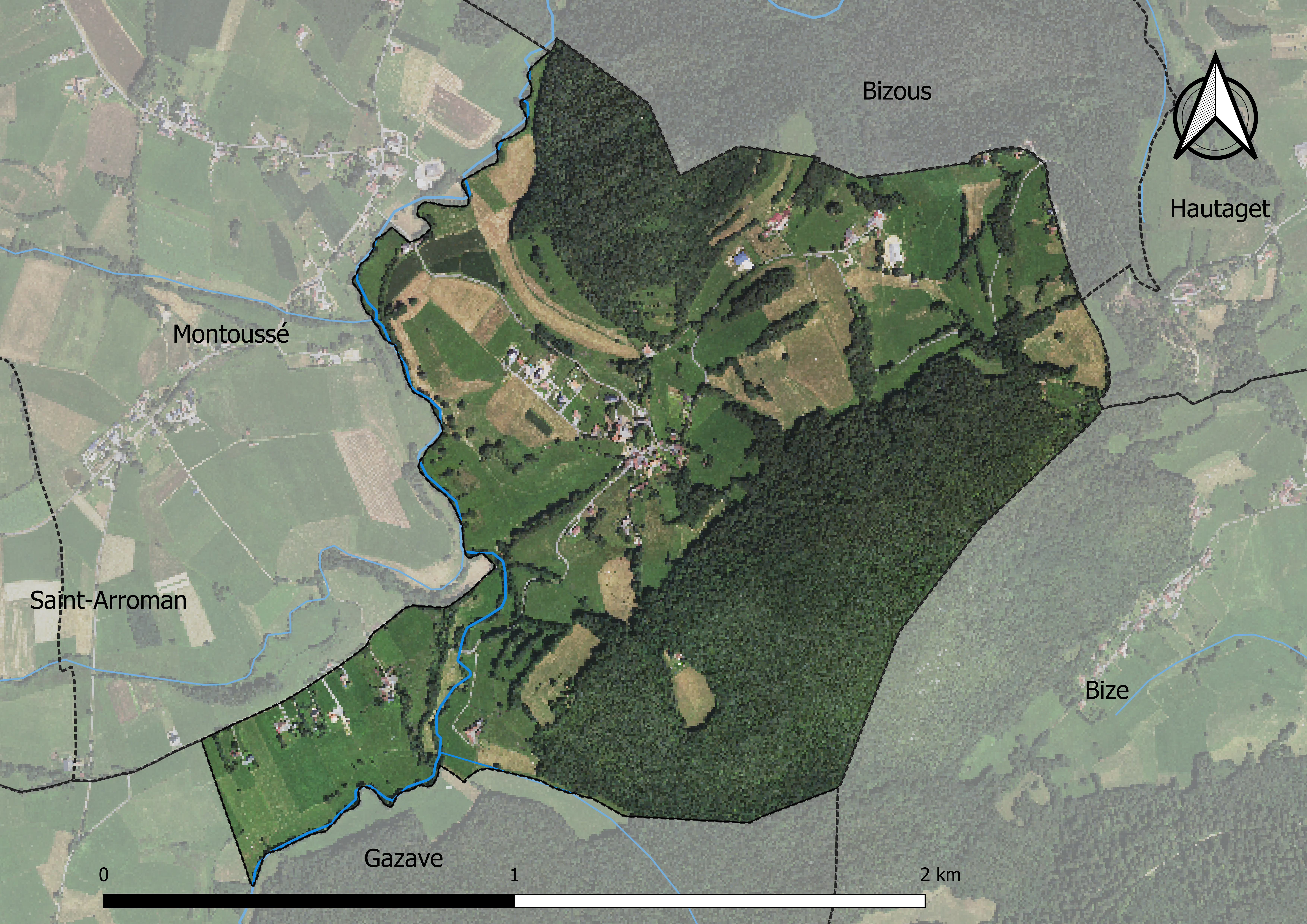
Carte orthophotogrammétrique de la commune.

### Logement
En 2012, le nombre total de logements dans la commune est de 52.

Parmi ces logements, 50.0% sont des résidences principales, 46.2  % des résidences secondaires et 3.8  % des logements vacants.

## Étymologie et toponymie

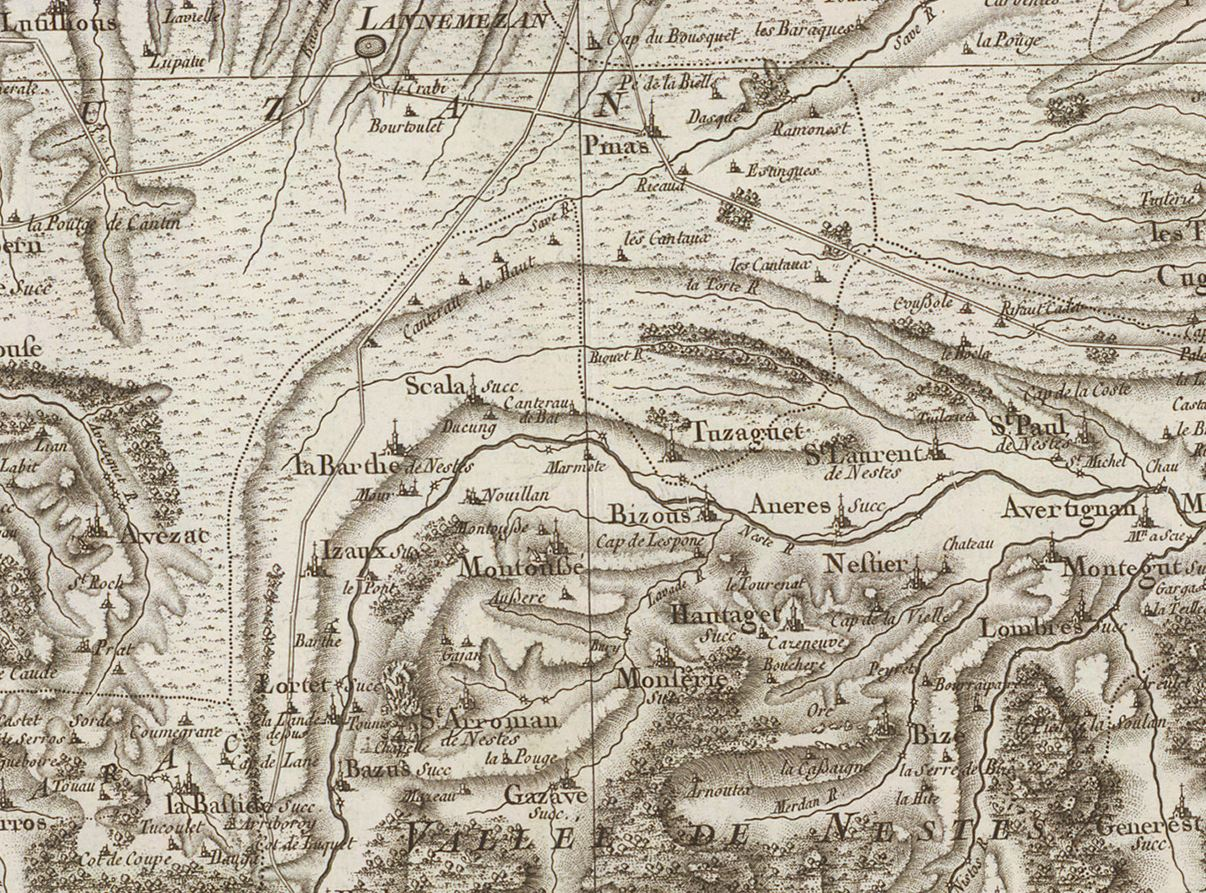
Extrait de la carte de Cassini (entre 1756 et 1789) situant Montsérié au sud-est de Lannemezan.

On trouvera les principales informations dans le Dictionnaire toponymique des communes des Hautes-Pyrénées de Michel Grosclaude et Jean-François Le Nail qui rapporte les dénominations historiques du village :
Dénominations historiques :
- de Montecirisio (1387, pouillé du Comminges) ;
- Mounserié (1790, Département 1) ;
- Monsirié (1790, Département 2) ;
- Montserie (fin XVIIIe siècle, carte de Cassini).

Nom occitan : Montcirèr.

## Histoire

### Antiquité
L'oppidum Gaulois et le site votif dédié au dieu gaulois erge domine le village. 
Dans un petit cagibi situé a côté de l'église se trouve un grand nombre de decouvertes archéologiques de la fin de l'âge du fer et de l'antiquité tardive. 

### Cadastre napoléonien de Montsérié
Le plan cadastral napoléonien de Montsérié est consultable sur le site des archives départementales des Hautes-Pyrénées.

## Politique et administration

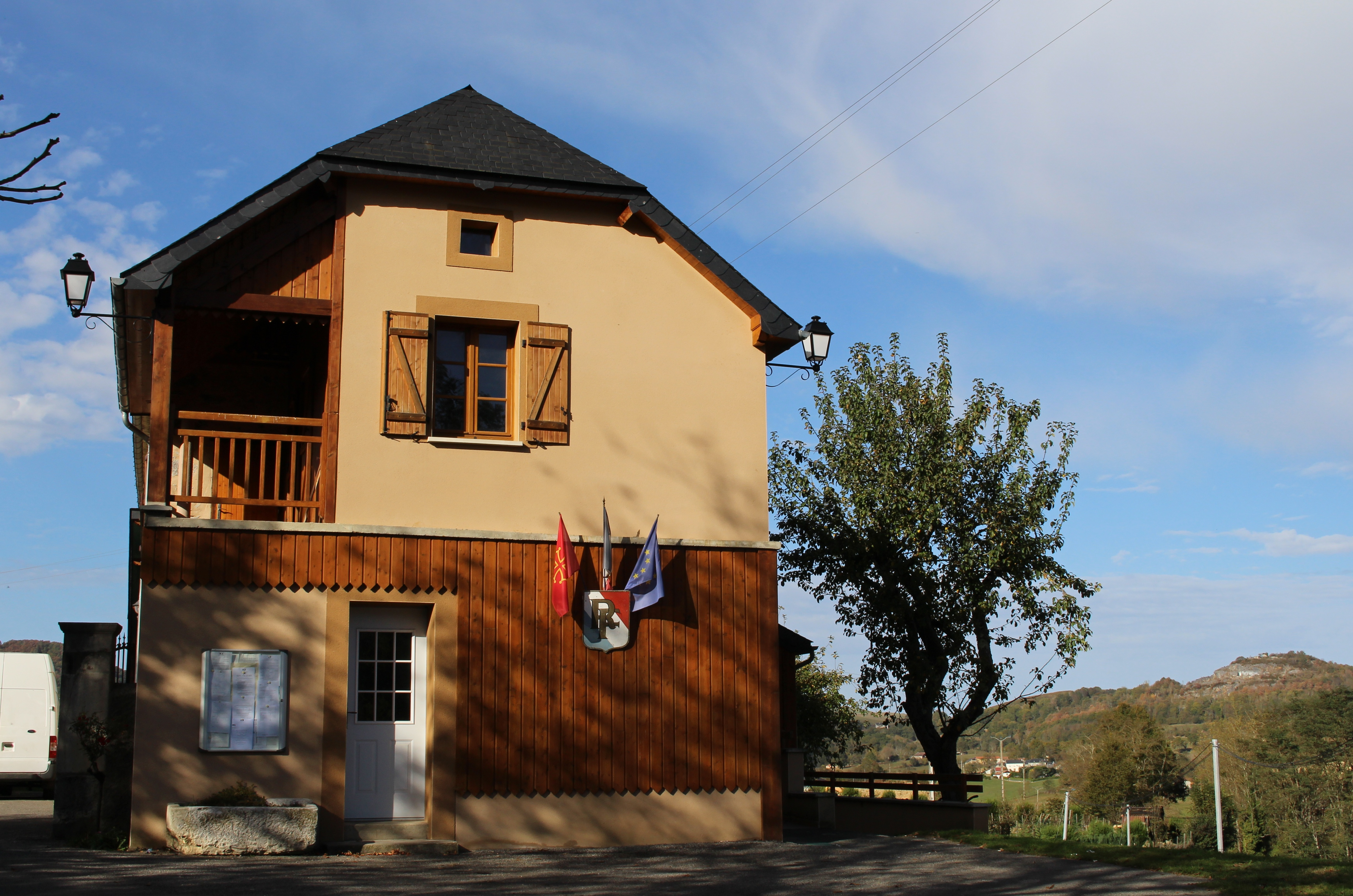
La mairie en 2014.

### Liste des maires
| Période                                  | Période  | Identité         | Étiquette | Qualité |
| ---------------------------------------- | -------- | ---------------- | --------- | ------- |
| Les données manquantes sont à compléter. |          |                  |           |         |
|                                          |          |                  |           |         |
| mars 2001                                | En cours | Jean-Claude Rogé |           |         |

### Rattachements administratifs et électoraux
- Historique administratif. Sénéchaussée de Toulouse, élection de Rivière-Verdun, canton de La Barthe-de-Neste (1790), canton de Nestier (1801) puis canton de Saint-Laurent-de-Neste (1870)[17].
- Aujourd'hui, Montsérié appartient à la communauté de communes Neste Barousse créée en 2017, rassemblant 43 communes, et au canton de la Vallée de la Barousse créé en 2015 rassemblant 52 communes (avant le redécoupage départemental de 2014, Montsérié faisait partie de l'ex-canton de Saint-Laurent-de-Neste). Le bureau centralisateur, anciennement chef-lieu de canton, est situé à Lannemezan. Montsérié appartient également au Pays des Nestes, un des cinq Pays du département des Hautes-Pyrénées, créé en 2004 et devenu aujourd'hui Pôle d’équilibre territorial et rural (PETR) du Pays des Nestes.

### Comptes publics de la commune de Montsérié
Le budget de la commune est voté tous les ans au printemps. Il comprend une section fonctionnement et une section investissement. Chaque section présente un poste recettes et un poste dépenses. Le budget est adopté en équilibre.

### Services publics

#### Structures de rattachement technique
La commune de Montsérié est rattachée aux structures ou services suivants :
- Syndicat départemental d'énergie des Hautes-Pyrénées (SDE 65)[19] : aménagement, entretien et travaux relatifs aux installations de l'éclairage public communal.
- Syndicat intercommunal d'alimentation en eau potable de l'Arize-Nistos[20] : alimentation en eau potable de la commune.
- Service départemental d'incendie et de secours (SDIS 65)[21] avec son centre de secours de Lannemezan renforcé éventuellement par celui de Montréjeau : assurer les missions de secours auprès de la commune.
- Syndicat mixte de collecte et de traitement des ordures ménagères (SMECTOM) du Plateau de Lannemezan, des Nestes et des Coteaux[22] : établissement public de coopération intercommunale (EPCI) chargé de la collecte et du traitement des déchets.
- Syndicat mixte de traitement des déchets ménagers et assimilés des Hautes-Pyrénées (SMTD 65)[23] : compétence « traitement des déchets ménagers ».

## Population et société

### Démographie

#### Évolution démographique
L'évolution du nombre d'habitants est connue à travers les recensements de la population effectués dans la commune depuis 1793. Pour les communes de moins de 10 000 habitants, une enquête de recensement portant sur toute la population est réalisée tous les cinq ans, les populations de référence des années intermédiaires étant quant à elles estimées par interpolation ou extrapolation. Pour la commune, le premier recensement exhaustif entrant dans le cadre du nouveau dispositif a été réalisé en 2007.

En 2022, la commune comptait 73 habitants, en évolution de −1,35 % par rapport à 2016 (Hautes-Pyrénées : +1,59 %, France hors Mayotte : +2,11 %).
| 1793 | 1800 | 1806 | 1821 | 1831 | 1836 | 1841 | 1846 | 1851 |
| ---- | ---- | ---- | ---- | ---- | ---- | ---- | ---- | ---- |
| 174  | 174  | 174  | 214  | 250  | 279  | 327  | 334  | 330  |

| 1856 | 1861 | 1866 | 1872 | 1876 | 1881 | 1886 | 1891 | 1896 |
| ---- | ---- | ---- | ---- | ---- | ---- | ---- | ---- | ---- |
| 336  | 315  | 326  | 262  | 266  | 264  | 243  | 225  | 227  |

| 1901 | 1906 | 1911 | 1921 | 1926 | 1931 | 1936 | 1946 | 1954 |
| ---- | ---- | ---- | ---- | ---- | ---- | ---- | ---- | ---- |
| 202  | 171  | 159  | 120  | 113  | 104  | 103  | 85   | 68   |

| 1962 | 1968 | 1975 | 1982 | 1990 | 1999 | 2006 | 2007 | 2012 |
| ---- | ---- | ---- | ---- | ---- | ---- | ---- | ---- | ---- |
| 60   | 46   | 51   | 49   | 49   | 47   | 47   | 47   | 58   |

| 2017 | 2022 | - | - | - | - | - | - | - |
| ---- | ---- | - | - | - | - | - | - | - |
| 80   | 73   | - | - | - | - | - | - | - |

### Enseignement
La commune dépend de l'académie de Toulouse. Elle ne dispose plus d'école en 2019.

## Économie

### Emploi
|                | 2008  | 2013   | 2018  |
| -------------- | ----- | ------ | ----- |
| Commune        | 6,7 % | 11,8 % | 6,4 % |
| Département    | 7,7 % | 9,4 %  | 9,8 % |
| France entière | 8,3 % | 10 %   | 10 %  |

En 2018, la population âgée de 15 à 64 ans s'élève à 48 personnes, parmi lesquelles on compte 78,7 % d'actifs (72,3 % ayant un emploi et 6,4 % de chômeurs) et 21,3 % d'inactifs,. Depuis 2008, le taux de chômage communal (au sens du recensement) des 15-64 ans est inférieur à celui de la France et du département.
La commune fait partie de la couronne de l'aire d'attraction de Lannemezan, du fait qu'au moins 15 % des actifs travaillent dans le pôle,. Elle compte 5 emplois en 2018, contre 3 en 2013 et 6 en 2008. Le nombre d'actifs ayant un emploi résidant dans la commune est de 34, soit un indicateur de concentration d'emploi de 14,8 % et un taux d'activité parmi les 15 ans ou plus de 56,9 %.
Sur ces 34 actifs de 15 ans ou plus ayant un emploi, 4 travaillent dans la commune, soit 12 % des habitants. Pour se rendre au travail, 85,3 % des habitants utilisent un véhicule personnel ou de fonction à quatre roues, 2,9 % les transports en commun, 5,8 % s'y rendent en deux-roues, à vélo ou à pied et 5,9 % n'ont pas besoin de transport (travail au domicile).

## Culture locale et patrimoine

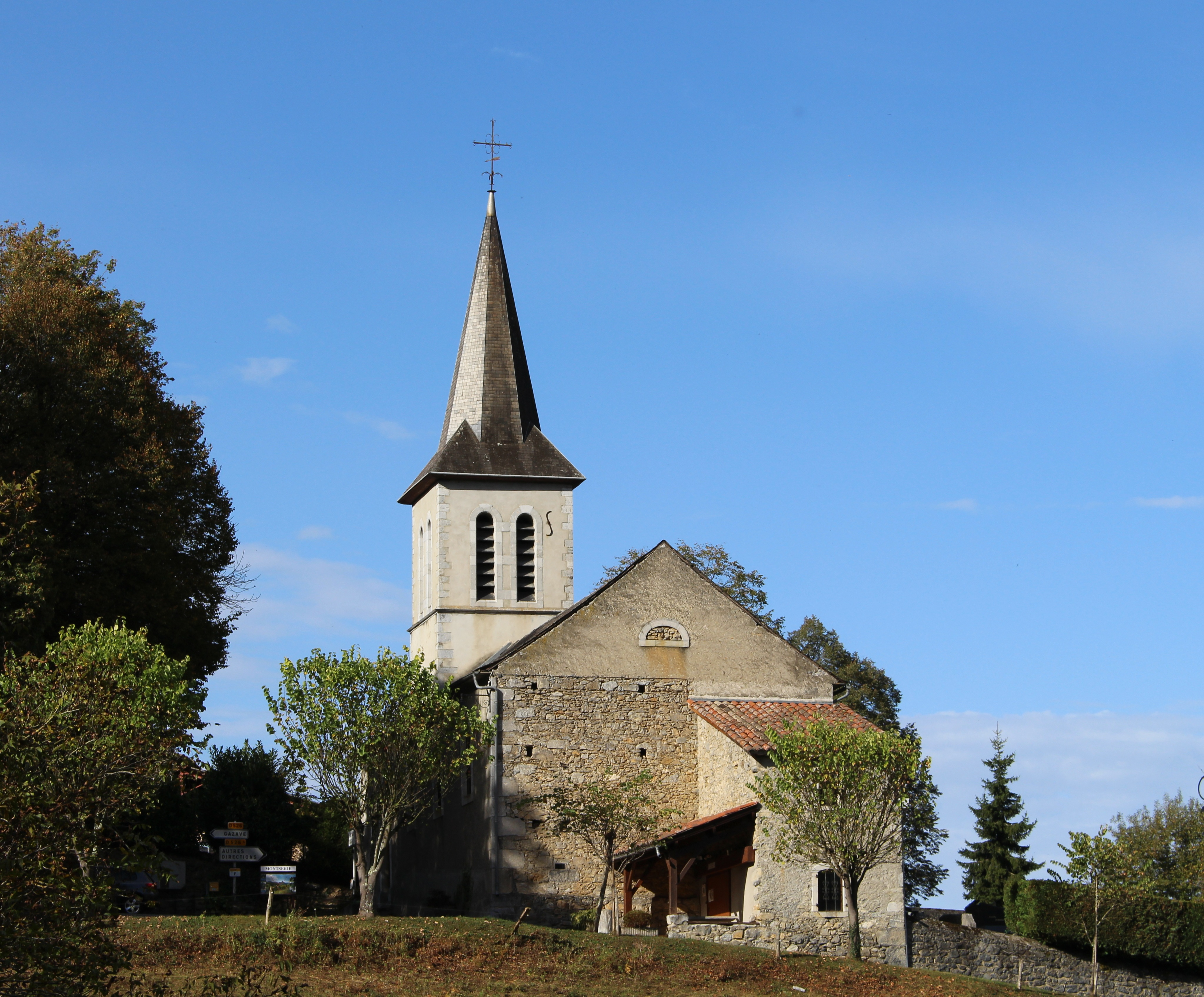
L'église Saint-Pierre-et-Saint-Paul en 2014.

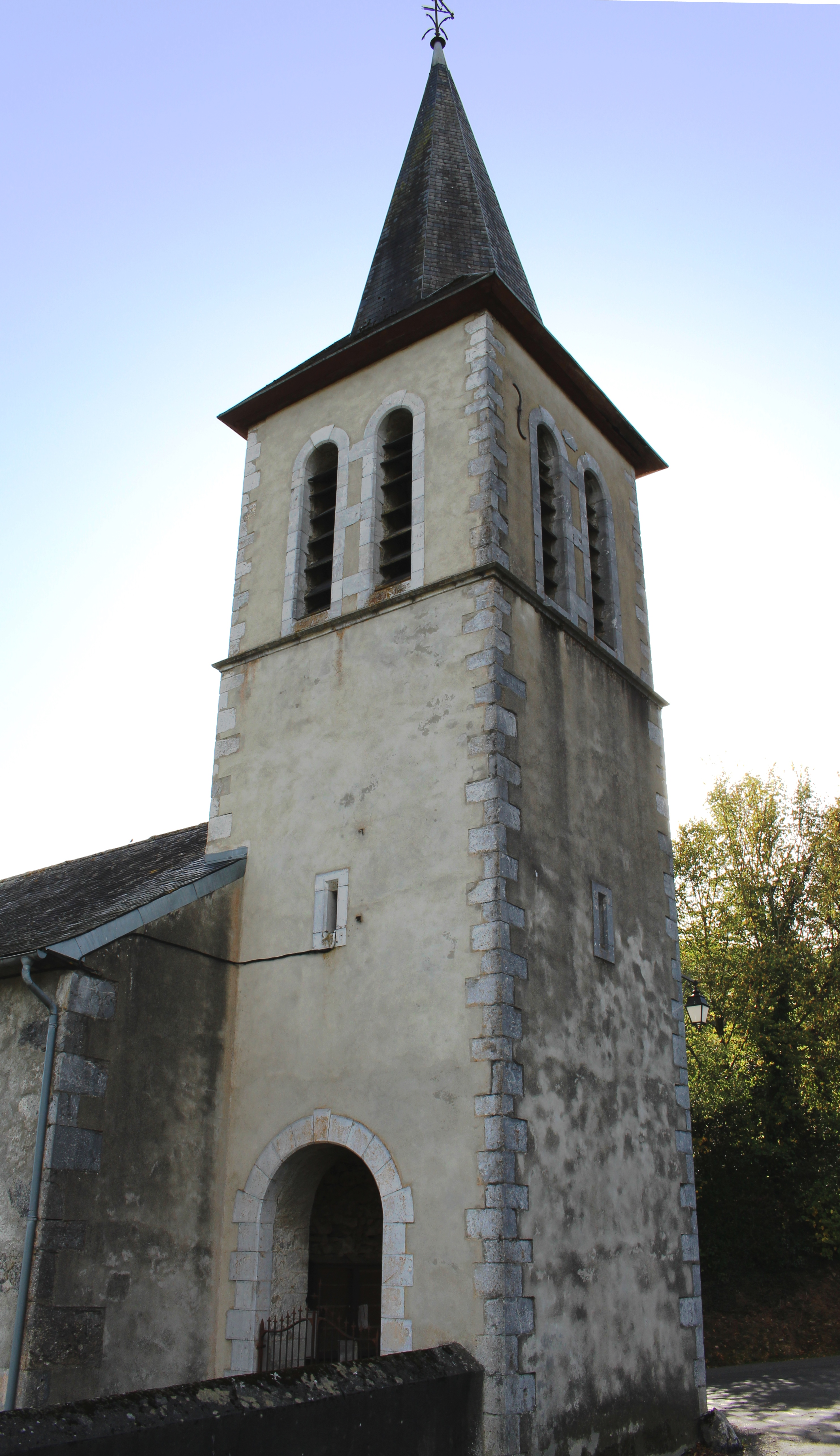
L'église.

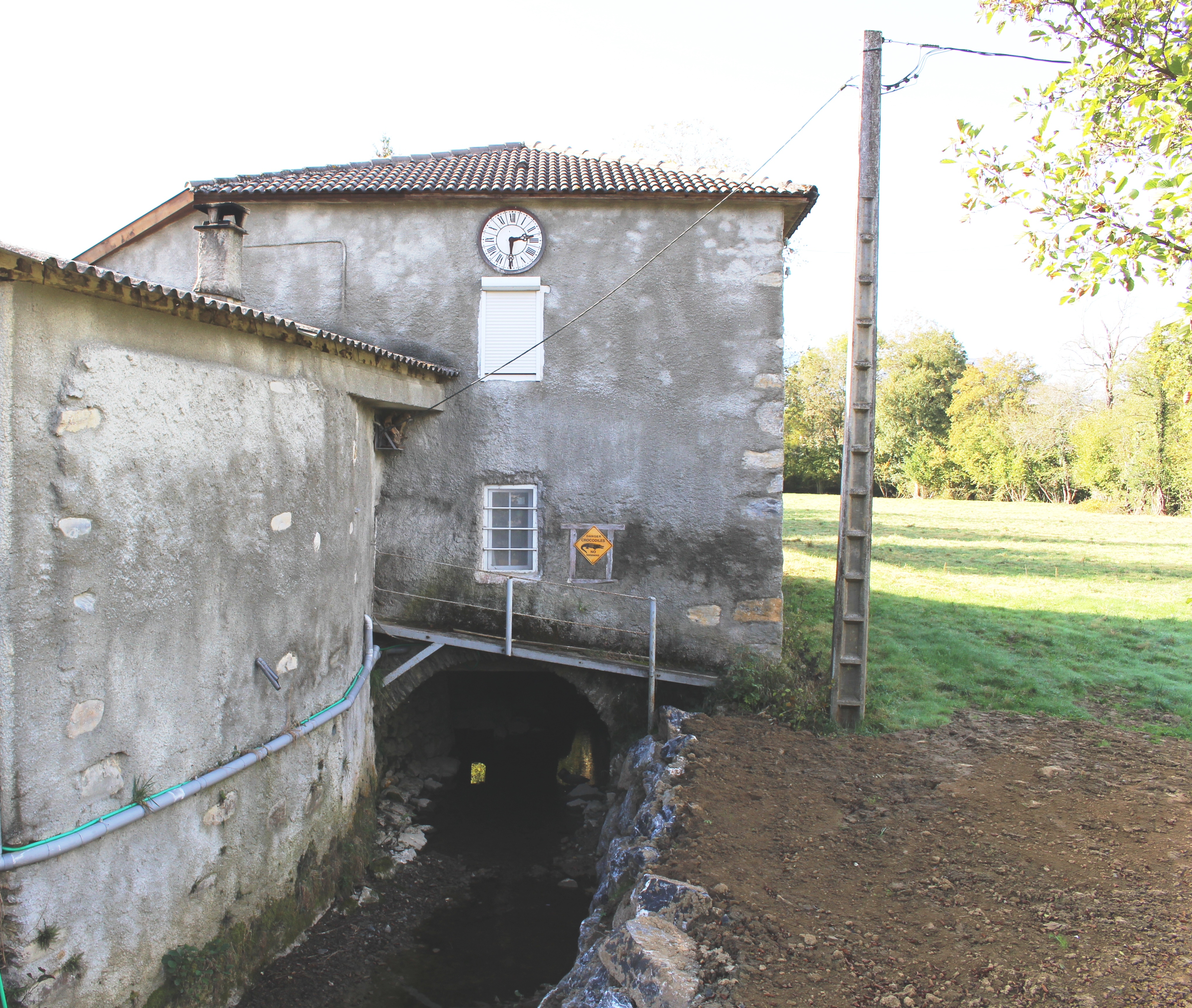
Le moulin.

### Lieux et monuments
- Église Saint-Pierre-et-Saint-Paul de Montsérié.
- Moulin.
- Lavoir.

### Héraldique
| Blason | Blasonnement : D'azur à deux haches affrontées d'argent emmanchées d’or, au chef aussi d'or. |